# Ernst Solberg
Ernst Solberg (Drammen, 1855-1929) was een Noors violist en deels ook componist en schrijver over muziek. Hij gaf ook vioolles.
Hij werd geboren binnen het gezin van boekbinder Ole Christian Soelberg en Lisa Marie Soelberg. Ernst liet de “e” vallen, alhoewel een concert in Sandefjord Bad nog Soelberg vermeldde.
Solberg speelde van 1881 tot 1885 in Sandefjord Bad, een sociëteit. Hij ontmoette daar Johan Halvorsen. Vanaf dan maakte hij voor langere tijd deel uit van de orkesten van het Christiania Theater en het daarop aansluitende orkest van het  Nationaltheatret (1899-1927). Binnen het eerstgenoemde orkest had hij in 1875 te maken met de “concurrenten” Fredrik Ursin, Gudbrand Bøhn en Kristian Weinholdt. Hij speelde met Bøhn, Hans Marcus Zapffe en Johan Edvard Hennum lange tijd in het strijkkwartet "Kunstnerkvartetten".
Enkele concerten:
- 25 juni 1880: Kunstnerkvartetten in concertzaal Oslo, op 28 juli in Sandefjord Bad
- 9 december 1883: Kunstnerkvartetten met werken van Joseph Haydn, en Ludwig van Beethoven
- 13 oktober 1888: Kunstnerkvartetten met Strijkkwartet in Es majeur van Felix Mendelssohn-Bartholdy
- februari 1894: Solberg speelde met Hildur Andersen, Gustav Lange, Alfred Andersen-Wingar (altviool) en Johan Edvard Hennum in het Pianokwintet opus 44 van Robert Schumann